# Dennis Prager
Dennis Mark Prager (/ˈpreɪɡər/, sinh ngày 2 tháng 8 năm 1948) là nhà văn, người dẫn chương trình tọa đàm trên đài phát thanh người Mỹ. Ông là người theo chủ nghĩa bảo thủ.

## Thời niên thiếu và giáo dục
Dennis Prager sinh ra tại thành Phố New York vào ngày 2 tháng 8 năm 1948. Mẹ ông là Hilda Prager (nhũ danh Friedfeld; 1919-2009) và bố ông là Max Prager (1918-2014). Prager và anh chị em ông theo Do Thái giáo, nhánh Chính thống giáo Hiện đại. Ông đã học tại trường Yeshiva of Flatbush ở Brooklyn, New York. Tại đây vào năm lớp 10, ông đã gặp Joseph Telushkin. Hai người trở thành bạn thân và sau đó cùng viết hai cuốn sách Why the Jews?: The Reason for Antisemitism và Nine Questions People Ask About Judaism. Ông tiếp tục học tại Trường Cao đẳng Brooklyn, tốt nghiệp hai ngành lịch sử và Trung Đông học. Giữa năm 1970 và 1972, ông theo học ở Viện Nghiên cứu Nga và Trung Đông (bây giờ là Viện Harriman) thuộc Đại học Columbia. Ngoài ra Prager còn nghiên cứu về lịch sử quốc tế, so sánh giữa các tôn giáo, và tiếng Ả Rập tại Trường Đại học Leeds.

## Sự nghiệp

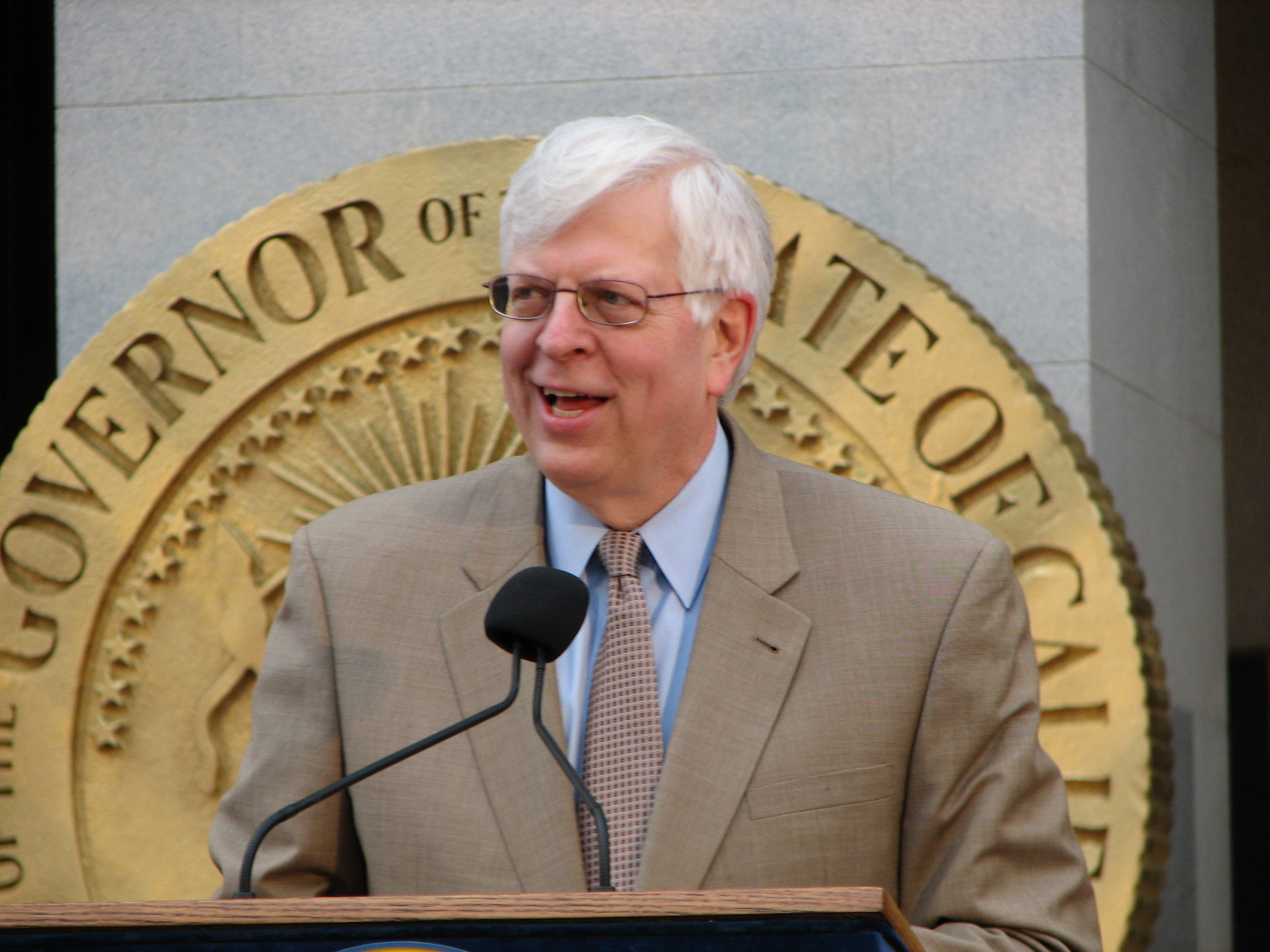
Prager nói chuyện tại Tòa Quốc hội California, năm 2008.

Prager rời Đại học Columbia khi chưa hoàn thành chương trình thạc sĩ. Ông cùng với người bạn, Telushkin, viết sách giới thiệu về Do Thái giáo: The Nine Questions People Ask About Judaism (Chín câu người ta hỏi về Do Thái giáo). Cuốn sách này dành cho những người Do Thái không theo đạo của mình. Telushkin trở thành thành thầy đạo (rabbi) Chính thống giáo, còn Prager rời khỏi Chính thống giáo nhưng vẫn tiếp tục duy trì các giá trị truyền thống của người Do Thái.
Tháng 4 năm 1976, nhà sáng lập và giám đốc Viện Brandeis-Bardin, Shlomo Bardin, mời Prager kế tục công việc giám đốc. Prager thuê Telushkin làm giám đốc giáo dục. Prager tiếp tục làm việc tại viện này cho đến tháng 9 năm 1983. Trong nhiệm kỳ của mình, ông đã thành công trong việc gây chú ý đến nhiều thanh niên Do Thái và xây dựng hội "những người theo Prager". Ông kết hôn Janice Adelstein vào năm 1981, hai năm sau họ sinh con trai, David.

### Truyền thông
Năm 1982, KABC (AM) tại Los Angeles thuê Prager tổ chức chương trình tọa đàm về tôn giáo vào mỗi tối Chủ Nhật, ông làm người dẫn chương trình này trong hơn 10 năm. Năm 1983, ông và Telushkin xuất bản cuốn sách Why the Jews? The Reason for Antisemitism (Tại sao là người Do Thái? Lý do cho chủ nghĩa bài Do Thái). Trong cùng năm sau đó, Prager tổ chức buổi trò chuyện từ thứ Hai đến thứ Năm cho KABC, nhưng ông từ chối làm việc vào tối thứ Sáu, đêm trước ngày Shabbat. Ngoài ra, Prager còn viết bài cho các tờ báo toàn quốc. Năm 1985, Prager phát hành tạp chí hàng quý, Ultimate Issues, sau đó đổi tên thành Prager Perspectives vào năm 1996.
Từ năm 1999, ông tổ chức buổi trò chuyện quốc gia cho KRLA ở Los Angeles và Salem Radio Network. Buổi trò chuyện này có một số phần được lặp lại. Phần "Happiness Hour" dựa trên cuốn sách Happpiness Is a Serious Problem (Hạnh phúc là một vấn đề nghiêm trọng), diễn ra vào giờ thứ hai của chương trình trong các ngày thứ Sáu. Phần "Male/Female Hour" diễn ra vào giờ thứ hai của chương trình trong các ngày thứ Tư. Phần "Ultimate Issues Hour" diễn ra vào giờ thứ ba của chương trình trong các ngày thứ Ba.
Năm 2017, Prager và diễn viên hài Adam Carolla quay phim No Safe Spaces (Không có Không gian An Toàn), một bộ phim tài liệu nói về sự đúng đắn chính trị (political correctness) trong các trường đại học.

#### PragerU
Năm 2009, Prager mở kênh Prager University (PragerU) trên Youtube và đăng các video dài 5 phút về nhiều vấn đề khác nhau được bàn luận theo góc nhìn bảo thủ. Theo Prager, ông tạo ra trang web này nhằm thách thức "ảnh hưởng tiêu cực về trí tuệ và đạo đức" của hệ thống giáo dục Mỹ.

## Quan điểm
Theo Đài phát thanh quốc gia (NPR), Prager thường nhắm vào chủ nghĩa đa văn hóa, Hồi giáo và người đồng tính. Theo nghệ sĩ violin Michael Chwe, các quan điểm của Prager về người đồng tính, người theo chủ nghĩa tự do và những người khác thường gây tranh cãi.

### Hồi giáo
Năm 2006, Prager chỉ trích Keith Ellison (người Hồi giáo đầu tiên được bầu vào quốc Hội), về việc thông báo rằng mình sẽ sử dụng kinh Quran trong buổi tuyên thệ nhậm chức. Prager quả quyết (một cách không chính xác) rằng không hề có lời thề trong bất kỳ cuốn sách nào, ngoài quyển Kinh Thánh. Đáp lại, Cựu Thị trưởng Thành phố New York, Ed Koch, yêu cầu Prager chấm dứt công tác tại Hội đồng Bảo tàng Tưởng niệm Diệt chủng Hoa Kỳ.

### Quyền lợi của cộng đồng LGBT
Prager phản đối hôn nhân đồng tính. Ông nhận định rằng nếu hôn nhân đồng tính được hợp pháp hóa, thì "không có lập luận chính đáng nào nào để chống đối đa thê và loạn luân".  Năm 2014, Prager tuyên bố rằng vấn nạn AIDS trong tình dục khác giới là do cánh tả gây ra.

### Donald Trump
Mặc dù Prager chọn Donald Trump trong cuộc bầu cử Tổng thống Hoa Kỳ năm 2016, ông nói rằng Trump là lựa chọn cuối cùng trong số 17 ứng cử viên. Ông nói rõ ra mình không phải là người ủng hộ Trump nếu như còn sự lựa chọn khác. Trước đó Prager nhận định rằng Trump không phù hợp để làm ứng cử viên tổng thống. Conor Friedersdorf, tác giả the Atlantic, ghi nhận lại việc Prager cho rằng ông không thể "tin vào tính ngay thẳng hay lương tâm của một người đàn ông/phụ nữ công khai làm nhục vợ/chồng của mình" thông qua việc ngoại tình; những người nói dối để làm ô danh người khác thì không thể trông cậy được; và "bất kì ai có lương tâm hay trái tim nhân hậu không ưa việc tra tấn". Prager nói rằng ông chọn Trump vì việc này phù hợp với một nguyên tắc quan trọng hơn: đánh bại Hillary Clinton, đảng Dân Chủ và cánh tả.

### Barack Obama
Năm 2015, Prager đặt tiêu đề cho một bài báo của ông về thỏa thuận hạt nhân Iran: "1938 and 2015: Only the Names Are Different" ("1938 và 2015: Chỉ có cái tên là khác nhau"), với hàm ý mỉa mai Barrack Obama giống như Neville Chamberlain, vì Thỏa thuận Munich của Chamberlain với Hitler được công nhận rộng rãi là hành động nhân nhượng thất bại trước Đức quốc xã.

### Truyền thông tin tức
Tháng 7 năm 2017, Prager nhận định rằng so với Nga, truyền thông phương Tây là mối đe dọa lớn hơn nhiều cho nền văn minh phương Tây.

## Ấn phẩm
Các bài báo của Prager được quản lý bởi Creators Syndicate. Bài viết của ông được xuất bản trong The Wall Street Journal, Los Angeles Times và Commentary. Các bài báo hàng tuần của ông xuất hiện trên các trang web trực tuyến, bao gồm Townhall, National Review Online, Jewish World Review và những trang khác. Ông còn viết bài báo hai-tuần-một-lần cho The Jewish Journal of Greater Los Angeles.
Prager là tác giả của các cuốn sách:
- The Nine Questions People Ask About Judaism (đồng tác giả với Joseph Telushkin) (1986) ISBN 0-671-62261-7
- Think a Second Time (44 bài tiểu luận về 44 chủ đề) (1996) ISBN 0-06-098709-X
- Happiness Is a Serious Problem: A Human Nature Repair Manual (1999) ISBN 0-06-098735-9
- Why the Jews? The Reason for Antisemitism (đồng tác giả với Joseph Telushkin) (2003) ISBN 0-7432-4620-9
- Still the Best Hope: Why the World Needs American Values to Triumph (2012) ISBN 0-06198512-0
- The Ten Commandments: Still the Best Moral Code (2015) ISBN 978-1621574170
- The Ten Commandments: Still the Best Path to Follow (2015) (dành cho trẻ em) ISBN 9781511317092
- The Rational Bible: Exodus (2018) ISBN 9781621577720

## Phim
- For Goodness Sake, 1993
- For Goodness Sake II, 1996[17]
- Israel in a Time of Terror, 2002
- Baseball, Dennis, & the French, 2011
- No Safe Spaces (đang sản xuất)